# Aardbeientong
Aardbeientong of frambozentong is in de geneeskunde een symptoom waarbij de tong eerst wit wordt en na een aantal dagen rood en gezwollen en regelmatig bespikkeld met rode puntjes, in een verdeling zoals de zaadjes op de buitenkant van een aardbei. De puntjes zijn gezwollen papillen. Het komt onder meer voor bij de kinderziekte roodvonk (een streptokokkeninfectie) en de ziekte van Kawasaki.